# Сервей Инноцент
Серве́й Инноце́нт (лат. (Quintus) Servaeus Innocens; умер после 82 года) — древнеримский политический деятель из неименитого плебейского рода Сервеев, консул-суффект 82 года.

## Биография
Предположительно, Инноцент был потомком упоминаемого римским хронистом Корнелием Тацитом первого римского правителя Коммагены Квинта Сервея. О его карьере известно только лишь то, что в 82 году он занимал должность консула-суффекта. Возможно, его сыном являлся консул-суффект 101 года Гай Серторий Брокх Квинт Сервей Инноцент. О дальнейшей судьбе Инноцента ничего не известно.